# Mocajuba (ort)
Mocajuba är en ort i Brasilien.   Den ligger i kommunen Mocajuba och delstaten Pará, i den nordöstra delen av landet, 1 500 km norr om huvudstaden Brasília. Mocajuba ligger 19 meter över havet och antalet invånare är 16 567.
Terrängen runt Mocajuba är platt. Det finns inga andra samhällen i närheten.
Omgivningarna runt Mocajuba är en mosaik av jordbruksmark och naturlig växtlighet. Runt Mocajuba är det ganska glesbefolkat, med 32 invånare per kvadratkilometer.